# Francie Swift
Francie Swift (Amarillo; 30 de noviembre de 1968) es una actriz estadounidense.
Tuvo una presencia destacada en la serie de la cadena A&E Network A Nero Wolfe Mystery interpretando a cuatro personajes diferentes en cuatro episodios de la serie. Cuando grababa se reunió con varias de sus coestrellas de la película Heavens Fall. También apareció en la serie de televisión Law & Order, donde interpretó a tres diferentes personajes en un solo episodio.
Swift ha estado interpretando a la mujer de Arthur Frobisher (Ted Danson), en la serie de FX, Damages. A veces ha aparecido acreditada como Francine Swift.

## Filmografía parcial

### Cine
- Scent of a Woman (1992) es auxiliar de vuelo.
- The Great Gatsby (2000) es Jordan Baker.
- Two Weeks Notice (2002) es Lauren Wade.
- Heavens Fall (2006) es Belle Leibowitz.
- Descent (2007) Clair.

### Televisión
- Law & Order
- A Nero Wolfe Mystery
- Hack
- Law & Order: Criminal Intent
- CSI: Miami
- Damages
- Gossip Girl (Anne Archibald)
- White Collar

- Datos: Q2167480